# Når sjælen kaster op
Når sjælen kaster op er det tredje studiealbum fra den danske sanger Tobias Rahim. Albummet blev udgivet den 21. oktober 2022 af Sony. Når sjælen kaster op var det 12. mest populære album på den danske album-hitliste i 2022, og i 2023 var den det mest populære album. Albummet tilbragte 17 uger som nummer ét på hitlisten, hvilket gør den til det album med sjette flest førstepladser på hitlisten.

## Trackliste
| 1.    | "07 I 6A"                                      | Tobias Rahim & Arto Eriksen                                     | Arto Eriksen                       | 3:41 |
| 2.    | "Feberdrømmer Xx Dubai"                        | Rahim & Eriksen                                                 | Eriksen                            | 3:17 |
| 3.    | "Alene På Staden"                              | Rahim, Eriksen & Hennedub                                       | Eriksen og Hennedub                | 3:08 |
| 4.    | "Taber mig i dig. Føler vi ku vinde"           | Rahim & Eriksen                                                 | Eriksen                            | 3:07 |
| 5.    | "Kurder I København" (feat. Luna Ersahin & ZK) | Rahim, ZK, AySay, Alexander Palm & Eriksen                      | Eriksen                            | 3:09 |
| 6.    | "Makeup"                                       | Rahim, Eriksen & Andreas Odbjerg                                | Eriksen                            | 3:05 |
| 7.    | "udfylder tomhed"                              | Rahim & Eriksen                                                 | Eriksen                            | 1:28 |
| 8.    | "Ozonlag A Energi" (feat. Niels Brandt)        | Rahim, Niels Brandt & Eriksen                                   | Eriksen                            | 3:26 |
| 9.    | "Når Mænd Græder"                              | Rahim, Søren Bech, Jacob Brøndlund, Fridolin Nordsø & Eriksen   | Eriksen, Bech, Brøndlund og Nordsø | 3:30 |
| 10.   | "Mucki Bar"                                    | Rahim & Eriksen                                                 | Eriksen                            | 2:59 |
| 11.   | "Flyvende Faduma"                              | Rahim, Fred The Future, Felix Diarra, Eriksen & Frederik Nordsø | Eriksen og Nordsø                  | 3:18 |
| 12.   | "Bums For Eliten" (feat. Artigeardit)          | Rahim, Artigeardit & Eriksen                                    | Eriksen                            | 3:10 |
| 13.   | "Skæbnen elsker os."                           | Rahim & Eriksen                                                 | Eriksen                            | 2:17 |
| 14.   | "STOR MAND" (feat. Andreas Odbjerg)            | Rahim, Nordsø og Odbjerg                                        | Fridolin Nordsø og Eriksen         | 3:02 |
| 15.   | "ALIVE//interlude"                             | Rahim, Marco “Brando” Rejaie & Eriksen                          | Eriksen                            | 1:45 |
| 16.   | "ALIVE ALIVE ALIVE"                            | Rahim & Eriksen                                                 | Eriksen                            | 4:20 |
| 48:43 |                                                |                                                                 |                                    |      |

## Hitlister

### Ugentlig hitliste
| Hitliste (2022)        | Højeste placering |
| ---------------------- | ----------------- |
| Danmark (Album Top-40) | 1                 |

### Årsliste
| Hitliste (2022) | Placering |
| --------------- | --------- |
| Danmark         | 12        |
| Hitliste (2023) | Placering |
| Danmark         | 1         |
| Hitliste (2024) | Placering |
| Danmark         | 8         |